# زابلی‌محله سفلی
زابل محله سفلی روستایی در دهستان قره‌سو شرقی بخش سیجوال شهرستان ترکمن استان گلستان ایران است مردم این روستا سیستانی و شیعه مذهب هستند و به زبان فارسی لهجه سیستانی صحبت میکنند ... سیستان مهد تمدن ایران زمین است و رستم زابلی پهلوان اسطوره ای سیستانیان ....که آن شیردل رستم زابلیست بر این لشگر اکنون بباید گریست ؛شاهنامه فردوسی داستان خاقان چین بخش سه 
طوایف : *میر* ، عنایت , سرگزی،سارانی

## جمعیت
بر پایه سرشماری عمومی نفوس و مسکن در سال ۱۳۹۵ جمعیت این مکان ۳۰۴ نفر (۹۱خانوار) بوده‌است.